# Diuturnum illud
Am 29. Juni 1881, im vierten Jahre seines Pontifikats, erließ Papst Leo XIII. die Enzyklika Diuturnum illud über die höchste Würde im Bereich des Staatswesens.
Sie greift die Themen zur „Staatlichen Autorität“ und zur „Gehorsamspflicht des Staatsbürgers“ auf. Obwohl das katholische Lehramt im 20. Jahrhundert am Autoritätsbegriff festhält, sind hinsichtlich der christlichen Staatslehre doch beachtliche Selbstkorrekturen erfolgt, die in einzelnen Dokumenten des Zweiten Vatikanischen Konzils zusammengefasst sind.
Er greift diesen Begriff des Staatswesens auf und fügt ihm die Gewalt Gottes hinzu. In einem weiteren Abschnitt geht er auf die Zusammenhänge zwischen „Autorität und Gehorsam“ ein. So beschreibt er dann in der Enzyklika, dass die „göttliche Autorität“ von der sittlichen Ordnung ausgehe und eine von Gott eingesetzte Autorität darstelle. Weiterhin führt er aus, dass Gehorsam und Naturgesetz unauflöslich verbindunden seien, die ihre Grenzen in der Gerechtigkeit fänden.